# Samwell Tarly
Samwell Tarly è un personaggio della saga letteraria di genere fantasy medievale Cronache del ghiaccio e del fuoco, creata dallo scrittore statunitense George R. R. Martin ed appare sin dal primo romanzo, Il gioco del trono, ma solo a partire da Tempesta di spade diventa uno dei personaggi che vengono usati per la narrazione.

## Caratteristiche
Sam è descritto come un ragazzo obeso e impacciato, dai capelli castani e gli occhi chiari. È negato per ogni tipo di addestramento militare, mentre ama invece la musica, la danza e i libri, interessi che alimentano l'odio e il disprezzo del padre nei suoi confronti. Sam ha un carattere molto sensibile e timido. Spesso subisce angherie senza reagire e per questo lui stesso si reputa un codardo, è tuttavia anche molto intelligente e istruito. Sviluppa un rapporto di grande amicizia con Jon Snow e successivamente anche con altri Guardiani della Notte.

## Biografia del personaggio
Sam è il primogenito di lord Randyll Tarly e di sua moglie Melessa Florent, è l'erede della Collina del Corno, ma la sua goffaggine, l'obesità e la scarsa attitudine all'addestramento militare lo rendono ben lontano dall'ideale di marzialità che il padre vorrebbe.
Lord Tarly, non potendolo diseredare senza valida motivazione, lo obbliga quindi a prendere il nero dietro esplicita minaccia di morte, ed a unirsi ai Guardiani della notte.
Passato
Sam ha un'infanzia tormentata: i Tarly sono infatti una famiglia di antica tradizione d'onore militare e lord Randyll avrebbe voluto che il suo erede mantenesse tali valori. Purtroppo crescendo Sam diventa sempre più fragile e goffo con la passione per il cibo, i libri e la musica. 
Non meno di una dozzina di maestri d'armi si erano avvicendati alla Collina del Corno per trasformare Sam in un prode cavaliere. Durante questo periodo, Sam viene sottoposto ad addestramenti umilianti e privi di ogni risultato che non fanno altro che aumentare il disprezzo del padre nei suoi confronti. Lord Randyll, esasperato, assoldò anche due stregoni di Qarth che gli sgozzarono un bisonte e gli fecero fare il bagno nel sangue ancora caldo. Sam, che alla sola vista del sangue stava male, naturalmente cominciò a vomitare.
La sua vita migliorò solamente quando, dopo tre femmine, la lady sua madre diede alla luce un secondo maschio: Dickon.
Da allora le attenzioni di lord Randyll si concentrarono sull'altro figlio maschio che per aspetto fisico e attitudini più si confaceva ai suoi gusti e alle sue aspettative, concedendo a Sam un periodo relativamente tranquillo. Tale periodo si concluse bruscamente all'alba del suo quindicesimo compleanno quando, prelevato dai soldati di suo padre, venne accompagnato in un bosco vicino al castello di famiglia, ove lord Randyll lo informò che se non si fosse unito ai Guardiani della notte, rinunciando di conseguenza al titolo che gli sarebbe spettato in virtù della primogenitura, lo avrebbe ucciso simulando un incidente di caccia. Sam accettò così di prendere il nero.
Il gioco del trono
Sam arriva al Castello Nero dei Guardiani della notte e viene subito preso di mira dal maestro d'armi ser Alliser Thorne che lo umilia affibbiandogli vari soprannomi e facendolo allenare duramente con le altre reclute. Durante gli allenamenti Jon Snow è l'unico a prendere le sue difese, scontrandosi perfino con il maestro d'armi. Jon arriva anche a minacciare di morte altre reclute pur di difendere Sam.
All'arrivo di nuove reclute, ser Alliser consente a Jon, unitamente ad altri otto ragazzi, di poter prestare giuramento per entrare nei Guardiani della notte. Nel gruppo però non è compreso Sam ed è per questo motivo che Jon è profondamente preoccupato che Sam, lasciato solo in balia del maestro d'armi, possa infine perdere la vita. Jon, per perorare la causa di Sam, si reca presso gli alloggi di maestro Aemon, al quale chiede di prendere Sam come attendente, convinto infatti che le qualità intellettive di Sam possano essere per lui un valido e concreto aiuto. Sam infatti, al contrario di Chett, l'attuale attendente di Aemon, sa leggere, far di conto ed inoltre è in grado di cavarsela con i corvi messaggeri. Così a Sam viene concesso di pronunciare il giuramento insieme ai suoi compagni e viene nominato attendente del cieco Maestro Aemon.
Lo scontro dei re
Sam partecipa alla Grande escursione verso Nord e viene incaricato di badare ai corvi messaggeri come assistente di Jeor Mormont. Quando la comitiva si ferma al castello di Craster, Samwell fa amicizia con Gilly, una delle figlie-mogli dell'uomo. La ragazza è incinta e teme che se avrà un maschio, Craster lo sacrificherà agli estranei. Samwell non sa cosa fare e si rivolge a Jon per chiedere aiuto, ma neanche il giovane può fare nulla.
In seguito, Sam, insieme ai suoi compagni, raggiunge il Pugno dei Primi Uomini. In questo periodo, inizia a far fronte alla sua incessante paura, grazie anche al suo nuovo edificante compito.
Tempesta di spade 
Quando gli estranei attaccano l'accampamento dei Guardiani al Pugno dei Primi Uomini, Sam riesce a inviare un messaggio a Castello Nero e a scappare insieme a un'altra cinquantina di sopravvissuti guidati da Jeor Mormont. La marcia è dura per Sam che viene aiutato dagli amici Grenn e Piccolo Paul: i tre però finiscono per separarsi dal resto del gruppo. Paul, che ha trasportato Sam per gran parte del viaggio, viene attaccato e ucciso da un Estraneo: il corpo di Paul, cadendo, disarma il mostro. Sam coglie l'occasione per attaccarlo con un pugnale in vetro di drago (uno degli oggetti trovati nel nascondiglio scovato dal metalupo Spettro) e il mostro muore immediatamente. L'uccisione dell'Estraneo gli fa guadagnare il soprannome di “Sam il Distruttore”.
I Guardiani della notte sopravvissuti trovano nuovamente rifugio da Craster. Alcuni membri della confraternita inveiscono contro Craster, accusandolo di tenere nascosto del cibo e di non volerlo spartire con loro. 
Nella rissa, Craster e il Lord Comandante Jeor Mormont vengono entrambi uccisi.
Sam, tenutosi fino a quel momento in disparte, è costretto a scappare verso sud. Insieme a lui viaggiano Gilly e il suo bambino appena nato. Nel tragitto vengono nuovamente attaccati dai non-morti e salvati da un ignoto individuo che si fa chiamare Manifredde.
Giunti alla Barriera, incontrano Bran Stark e i suoi compagni di viaggio mentre attraversano il Portale delle Tenebre, un passaggio sotterraneo accessibile solo dai Guardiani della notte.
Riesce infine a raggiungere il Castello Nero, dove si riunisce con il maestro Aemon e incontra re Stannis Baratheon, giunto da poco alla Barriera per aiutare i confratelli contro l'attacco dei Bruti.
Grazie all'intervento di Sam, che convince alcuni candidati a ritirarsi, Jon viene eletto Lord Comandante.
Il banchetto dei corvi
Una delle prime decisioni di Jon Snow in qualità di Lord Comandante è mandare Sam a Vecchia Città, così da poter studiare e diventare maestro di Castello Nero. Insieme a Sam partono anche Dareon, incaricato di reclutare nuovi futuri membri dei Guardani, maestro Aemon e il neonato figlio di Mance Rayder, privando così Melisandre dell'opportunità di sacrificarlo per il suo sangue reale. Anche Gilly parte con loro per prendersi cura del figlio di Mance Rayder, ma viene costretta da Jon a lasciare il suo bambino al Castello Nero, in modo che Melisandre non si accorga subito dell'assenza del figlio di Mance.
Durante il viaggio, maestro Aemon si ammala e il gruppo è costretto a spendere tutti i soldi durante la sosta a Braavos per una camera e un guaritore. Le condizioni del vecchio maestro peggiorano comunque, anche se durante il breve momento di veglia chiede di ascoltare le storie dei draghi di Daenerys che si stanno diffondendo in città: Aemon si convince allora che Daenerys, e non Stannis, possa essere l'eroe della leggenda, che salverà il mondo dagli estranei.
Sam spinge Dareon a esibirsi nelle taverne locali per guadagnare denaro, così da poter comprare un passaggio su una nave diretta a Vecchia Città, ma Dareon spende in vino e prostitute tutto quello che guadagna. Sam lo affronta in un bordello, accusandolo di infrangere i voti, e Dareon gli risponde che ha intenzione di abbandonarli e disertare: il confronto degenera in uno scontro e Sam viene buttato fuori dal locale e gettato in un canale. Il ragazzo viene salvato da Xhondo, un marinaio delle Isole dell'Estate che l'ha sentito parlare di draghi poco prima e sostiene di averli visti a Qarth. Xhondo offre loro un passaggio sulla sua nave, la Vento di Cannella, in cambio di lavoro e alcuni oggetti in loro possesso.
Maestro Aemon muore poco dopo che i quattro si sono imbarcati e, nel dolore per il lutto, Gilly diventa l'amante di Sam. La ragazza decide di chiamare il bambino Aemon e viene deciso che, dopo essere sbarcati a Vecchia Città, lei e il piccolo saranno mandati a Collina del Corno, luogo natale di Sam, e il bambino sarà presentato come figlio bastardo dello stesso Sam, il quale, invece, prosegue e arriva alla Cittadella. Laggiù incontra il novizio Alleras che lo porta direttamente dall'arcimaestro Marwyn: l'uomo chiede a Sam di ripetergli le ultime parole di Aemon. Dopo aver sentito tutta la storia, Marwyn lascia immediatamente la città con l'intenzione di raggiungere Daenerys e diventare il suo maestro.

## Trasposizione televisiva
Nella serie televisiva Il Trono di Spade Samwell Tarly viene interpretato dall'attore John Bradley.
Il personaggio fa la sua prima apparizione nel quarto episodio, Il giuramento.

### Prima Stagione
Sotto minaccia del padre, Samwell è costretto a raggiungere la Barriera e unirsi ai Guardiani della notte. Il suo buon cuore e il suo carattere remissivo non lo aiutano al Castello Nero, dove ser Alliser Thorne lo prende di mira, umiliandolo e spingendo le altre reclute a fare altrettanto. Fortunatamente, tra le altre reclute c'è il figlio bastardo di Ned Stark, Jon Snow, che diventa il suo migliore amico e lo difende da future angherie, aiutandolo anche a fare amicizia con altre reclute. Quando i due compiono il giuramento, sono entrambi assegnati all'ordine degli Attendenti, con grande fastidio di Jon che voleva diventare un Ranger, ma Sam convince quest'ultimo che il ruolo assegnatogli è un grande onore dato che essere l'attendente del Lord Comandante significa probabilmente prepararsi a prenderne il posto. Sam invece viene assegnato al Maestro del Castello Nero, Aemon Targaryen.
In seguito Sam assiste all'arrivo al Castello Nero di un non-morto, e comincia a leggere negli archivi del castello informazioni al riguardo. In un vecchio libro, scopre come l'origine dei non-morti siano gli Estranei, che si pensava dormissero sotto i ghiacci oltre la Barriera. Quando scoppia la Guerra dei Cinque Re, Jon intende scappare per andare ad aiutare la propria famiglia, rischiando di essere condannato a morte, ma Sam, aiutato dai confratelli Pyp e Grenn, riesce a fermarlo.

### Seconda Stagione
Sam è uno dei guardiani selezionati per partecipare alla grande spedizione oltre la Barriera. Dopo mesi di viaggio, i guardiani raggiungono il Castello di Craster, un bruto noto per ingravidare le proprie stesse figlie: le figlie femmine sono poi usate per generare altre figlie, mentre i figli maschi sono offerti, in cambio della sua sopravvivenza, al Re della Notte, perché diventino Estranei. Tra le figlie-mogli, Sam incontra una delle più giovani, Gilly, da poco incinta. Dopo averla aiutata, Sam prova a convincere Jon a portarla con loro, ma l'amico rifiuta dato che farlo significherebbe disobbedire a Mormont. Dopo che Jon scopre il destino dei figli maschi di Craster, lui, Sam e gli altri guardiani sono obbligati ad andarsene, ma Sam continua a ricordare Gilly, di cui parla per tutto il resto del viaggio.
Raggiunto il Pugno dei Primi Uomini, gli uomini della spedizione si dividono: da una parte Mormont, accompagnato da Jon e da Qhorin il Monco si dirige verso il passo Skirling, mentre Sam, Grenn e Edd restano indietro. Scavando una latrina, Sam trova un sacco pieno di pugnali fatti da vetro di drago, un materiale molto strano per fare delle armi. Quando la squadra guidata dal Lord Comandante non torna, i guardiani rimasti, a parte Sam, pensano che questo significhi che i loro compagni siano morti, ma prima di prendere qualsiasi decisione arriva l'esercito degli Estranei.
Sam, poiché troppo lento per tenere il passo, viene lasciato indietro in balia di una tempesta. Cercando riparo dietro una roccia l'esercito non-morto, guidato da un Estraneo a cavallo, lo raggiunge ma lo ignora.

### Terza Stagione
Vagando nella tormenta, Sam viene raggiunto da un non-morto e solo l'intervento prima del meta-lupo di Jon, Spettro, e poi di Jeor Mormont gli permette di salvarsi. Persa la battaglia contro gli Estranei, il Lord Comandante ordina la ritirata, per avvertire i Sette Regni del pericolo. Preso dallo sconforto per essere stato abbandonato, Sam rifiuta di proseguire, fino a che Grenn e Edd si scusano e lo spronano a cercare di sopravvivere. Stavolta persino il Lord Comandante gli ordina di non morire, incaricando un altro neo-guardiano, Rast, di assicurarsi che sopravviva.
I sopravvissuti raggiungono nuovamente il Castello di Craster, dove i guardiani rimasti ottengono accoglienza. Nonostante questo, Craster non gli fornisce cibo, suggerendo che i dovrebbero nutrirsi divorando Sam. Proprio in quel momento, Gilly partorisce: il figlio è un maschio, destinato quindi a essere sacrificato, ma prima che Craster abbia l'opportunità di farlo, alcuni guardiani si ammutinano, uccidendo sia Craster che il comandante Mormont. Sam quindi corre da lei per portarla al sicuro, ma proprio in quel momento arriva un Estraneo. Mostrando più coraggio di quanto ne abbia mai mostrato fino ad allora, Sam lo affronta, ma la sua spada va in frantumi. Proprio quando l'Estraneo sta per prendere il figlio di Gilly, Sam pugnala la creatura con uno dei pugnali fatti col vetro di drago: l'Estraneo muore istantaneamente.
Dirigendosi verso la Barriera, Sam, Gilly e il figlio di lei, che viene chiamato Sam in onore dell'uomo che l'ha salvato, raggiungono il Forte della Notte, in cui è presente un passaggio segreto per oltrepassare la Barriera. La ragazza è impressionata dalla cultura del ragazzo, diventando la prima persona a complimentarsi con Sam per la sua conoscenza. Oltrepassata la Barriera, i tre si imbattono in Bran Stark accompagnato da Meera Reed col suo fratello Jojen, Hodor e il meta-lupo Estate, che stanno cercando di oltrepassare a loro volta la Barriera, ma in senso opposto. Dopo aver rifiutato l'offerta di Sam di portarli al Castello Nero, il gruppo gli chiede di aiutarli a oltrepassare la Barriera. Non volendo tornare nel vero Nord a causa della presenza degli Estranei, Sam li fa passare e fornisce loro alcune lame di vetro di drago per difendersi.
Raggiunto il Castello Nero, Sam racconta a Maestro Aemon quello che è successo al di là della Barriera. Inizialmente il vecchio disapprova la possibilità che Sam rompa il voto con Gilly, ma dopo aver ascoltato il ragazzo, e aver scoperto l'identità di lei, stabilisce che l'attendente ha fatto la cosa giusta, quindi gli ordina di riprendere le proprie mansioni e di assicurarsi di mandare i corvi in giro per i Sette Regni, per avvertire il resto del mondo del pericolo degli Estranei.

### Quarta stagione
Tornato al Castello Nero con Gilly, Sam racconta quello che ha visto oltre la Barriera, ma quando racconta di essere riuscito a uccidere un Estraneo, i confratelli non gli credono e, beffardamente, cominciano a soprannominarlo "Sam il Distruttore". Assiste al ritorno di Jon e a come quest'ultimo cerchi, inutilmente, di convincere ser Alliser e Maestro Aemon del pericolo che ora corrono i Sette Regni a causa dell'esercito dei Bruti. Per proteggerli, Sam decide di mandare Gilly, del quale è ormai innamorato, e il piccolo Sam a vivere a Città della Talpa, dove spera saranno più al sicuro piuttosto che tra i Guardiani, molti dei quali sono ex-criminali che potrebbero far loro del male. 
Purtroppo, quando i Bruti che hanno attraversato la Barriera cominciano ad attaccare i villaggi limitrofi, anche Città della Talpa è attaccata, ma fortunatamente Gilly e suo figlio riescono a scappare e a raggiungere il Castello Nero, poco prima dell'attacco dei Bruti. Dopo aver fatto nascondere la ragazza nella dispensa, e aver avuto un bacio da lei, Sam torna in superficie a combattere. Riesce a calmare Pyp, troppo spaventato, ma poi deve anche assistere alla sua morte per mano di una freccia lanciata da Ygritte. Nel pieno della battaglia, Sam riesce addirittura a uccidere un Thenn con la balestra. Grazie all'aiuto di Spettro, Sam supera la battaglia e va a riprendere Gilly e suo figlio, illesi.

### Quinta stagione
Con l'arrivo di Stannis Baratheon, la minaccia rappresentata dai Bruti svanisce definitivamente. I Guardiani della notte devono eleggere il loro nuovo Lord Comandante e il favorito è Alliser Thorne, notoriamente ostile a Samwell, Jon e, soprattutto, ai Bruti come Gilly, che quindi teme di doversene andare. Quando arriva il momento delle elezioni, Sam riesce a convincere i confratelli a eleggere Jon anziché ser Alliser. 
Grazie a una lettera che Sam gli legge, Maestro Aemon viene a sapere di come Daenerys Targaryen stia prendendo il potere a Essos, facendo cadere nello sconforto il vecchio, che non può aiutare l'ultima parente che gli è rimasta poiché lontano e prossimo alla morte.
Successivamente Sam viene avvicinato da Stannis Baratheon, che dopo aver ricordato la bravura come soldato di suo padre Randyll, gli rivela che la sua isola, Roccia del Drago, è piena di vetro di drago, e lo incita a continuare le sue ricerche sugli Estranei. 
In seguito, Jon parte per Aspra Dimora, intenzionato a salvare i Bruti che vi risiedono dagli Estranei, mentre Maestro Aemon muore di vecchiaia. Sam fa l'elogio funebre, ma subito dopo ser Alliser gli fa presente che sta restando senza alleati tra i guardiani. Poco dopo infatti, due confratelli cercano di stuprare Gilly: Sam prova a salvarla, ma viene malmenato, e solo grazie all'intervento di Spettro i due scappano. Grata per il suo coraggio, la ragazza lo medica e poi fa l'amore con lui. Il giorno dopo Olly, attendente di Jon e loro amico manifesta a Sam la sua disapprovazione per quello che il Lord Comandante sta facendo, dato quello che i Bruti hanno fatto al suo villaggio. Sam prova a spiegargli perché è necessario, ma inutilmente.
Quando Jon torna assieme ai pochi Bruti sopravvissuti all'attacco degli Estranei, Sam conforta l'amico per essere comunque riuscito a salvarne alcuni. Chiede quindi il permesso di essere mandato a Vecchia Città, per diventare un Maestro, e dove, forse, riuscirà a trovare nuove informazioni necessarie a battere gli Estranei. Jon gli da il permesso di andare e di portarsi dietro Gilly, che Sam spera di far stare dalla propria famiglia, a Collina del Corno, dato che le donne non sono ammesse alla Cittadella.

### Sesta stagione
Arrivati a Collina del Corno, Sam presenta Gilly e il piccolo Sam come la propria moglie e il proprio figlio. La madre di Sam, lady Melessa Tarly, e i fratelli Talla e Dickon sono molto gentili con gli ospiti. Il padre di Sam, Randyll, purtroppo non è altrettanto ospitale e quando la famiglia è riunita a cena comincia a deridere il figlio. 
Di fronte all'ingiusto trattamento del lord, Gilly difende Sam con coraggio, ma purtroppo l'uomo capisce, dalle parole della ragazza, che lei è una Bruta e accusa il figlio di essersi lasciato sedurre da una selvaggia. Randyll annuncia a Sam che non gli lascerà nulla in eredità e gli ordina di lasciare Collina del Corno la mattina successiva senza tornare mai più, mentre Gilly resterà e sarà trattata come una serva assieme al piccolo Sam, che invece sarà cresciuto come un bastardo.
La sera stessa, Sam decide di andarsene con Gilly e il piccolo, rubando nel frattempo la spada in acciaio di Valyria appartenente da cinque secoli ai Tarly: Veleno del Cuore.
I tre raggiungono quindi Vecchia Città, e Sam riesce a farsi ammettere alla Cittadella. Nonostante a Gilly e al figlio sia proibito entrare, Sam entra finalmente nel luogo dei suoi sogni: la Grande Biblioteca della Cittadella.

### Settima stagione
Alla Cittadella, Sam scopre che il percorso per diventare Maestro non è piacevole ed è nuovamente assegnato a incarichi da attendente. Nonostante questo, ha l'onore di poter assistere alle autopsie compiute da uno dei capi della Cittadella, l'Arcimaestro Embrose. L'uomo ascolta Sam riguardo agli Estranei, ma comunque non gli dà il permesso di entrare nell'area riservata della Biblioteca, non essendo il ragazzo un Maestro.
Non potendo fare altro, Sam ruba le chiavi della sezione proibita a un Maestro malato, cominciando a fare ricerche con l'aiuto di Gilly, nella loro nuova casa. Tra i libri rubati, Sam trova scritto la conferma che ciò che Stannis gli ha detto è la verità: a Roccia del Drago c'è una grande quantità di vetro di drago, pertanto il ragazzo invia un corvo a Jon Snow, nel frattempo diventato Re del Nord.
Qualche giorno dopo, mentre passa tra le celle dei malati, un uomo affetto da morbo grigio lo ferma, chiedendogli conferma alla notizia che Daenerys Targaryen è sbarcata a Westeros. Quest'uomo è ser Jorah Mormont, il figlio esiliato del Comandante Jeor Mormont ed ex-servitore di Daenerys. Sam non sa dargli una risposta, ma poco dopo assiste alla visita dell'uomo da parte dell'Arcimaestro Embrose, che dichiara che Jorah avrà ancora pochi mesi di lucidità e poi qualche anno di vita. Il giorno successivo sarà quindi mandato a Valyria per vivere con gli altri Uomini di Pietra. Non volendo che il figlio di un uomo a cui deve così tanto faccia una fine così orribile, Sam implora l'Arcimaestro di provare a curare ser Jorah, ma il vecchio si rifiuta, perché l'operazione necessaria metterebbe a rischio di contagio chiunque la compisse.
Non volendosi arrendere, di notte Sam si reca da Jorah e esegue la dolorosissima operazione: con un bisturi rimuove lo strato di pelle malata applicando poi, sullo strato sottostante, un unguento per evitare ulteriori infezioni. La mattina dopo l'Arcimaestro Embrose è senza parole nel vedere l'uomo guarito. Ser Jorah cerca di coprire Sam, che è riuscito anche a non infettarsi, ma l'Arcimaestro capisce subito la verità. Quella sera il vecchio elogia l'apprendista per la sua abilità, ma siccome il ragazzo ha comunque disobbedito, lo punisce facendogli ricopiare una grande quantità di vecchie pergamene.
Mentre Sam è impegnato a scontare la sua punizione, suo padre Randyll e suo fratello Dickon sono giustiziati da Daenerys Targaryen per non averle giurato fedeltà. Un corvo su cui è scritto ciò viene inviato alla Cittadella, ma Embrose, che ormai si è affezionato al ragazzo, non riesce a dirglielo. Dopo aver di nuovo provato inutilmente ad avvertire i Maestri del pericolo degli Estranei, Sam ritorna ai propri compiti di apprendista. Di fronte a tutti questi compiti inutili, Sam capisce che la Cittadella non sarà di ulteriore aiuto e decide di dirigersi a Grande Inverno con Gilly e il figlio e aiutare Jon.
Giunto a destinazione, Sam rincontra Bran Stark, ora diventato il Corvo con Tre Occhi, condizione che lo rende quasi onnisciente. Parlando con lui, Sam viene a sapere che Jon sta arrivando assieme a Daenerys Targaryen per la quale ha rinunciato al trono del Nord. Bran rivela a Sam di avere scoperto che Jon è il figlio di Rhaegar Targaryen e di Lyanna Stark; dal canto suo, Sam racconta a Bran un dettaglio letto nelle pergamene che ha dovuto trascrivere: il Sommo Septon Maynard, noto per aver riportato su carta tutto quello che aveva fatto in vita, aveva annullato il matrimonio di Rhaegar con Elia Martell, per poi celebrare in segreto quello con Lyanna Stark. Usando i propri poteri, Bran conferma la scoperta di Sam: Jon è in realtà Aegon Targaryen, il legittimo erede al Trono di Spade.

### Ottava stagione
Jon e Daenerys Targaryen giungono a Grande Inverno per partecipare alla battaglia contro gli Estranei, e Daenerys decide di incontrare Sam per ringraziarlo dell'aiuto dato a ser Jorah. Durante l'incontro, tuttavia, Daenerys si vede costretta a comunicare a Sam di aver ucciso suo padre e suo fratello e ciò induce Sam a rivelare a Jon le sue vere origini, nonché a chiedergli di reclamare il trono al posto di Daenerys. 
Poco tempo dopo, Sam prende parte alla battaglia contro gli Estranei, durante la quale il suo confratello Edd muore nell'atto di salvargli la vita. Sopravvissuto alla battaglia, Sam dice addio a Jon e gli comunica che Gilly aspetta un bambino da lui.
Dopo la guerra tra Daenerys e Cersei Lannister e la morte di entrambe le regine, Sam prende parte ad un concilio di lord ad Approdo del Re, allo scopo di discutere su chi sarà il nuovo sovrano. Dopo aver invano proposto di far votare ogni singolo abitante dei Sette Regni, Sam appoggia la proposta di Tyrion Lannister di incoronare Bran Stark. Con l'instaurarsi della nuova monarchia, Sam diventa Gran Maestro e membro del Concilio ristretto di re Brandon I.